# Антон Чехов (санитарный транспорт)
«Анто́н Че́хов» — советский теплоход, пассажирское, после мобилизации санитарно-транспортное судно, участвовавшее во Второй мировой войне на Чёрном море.

## Постройка
Построено в качестве пассажирского судна в 1929 году, первоначально имело название «Дельфин». 25 января 1929 году судно было спущено на воду и 27 июля 1931 года сдано заказчику.  
Имело водоизмещение 2625 (по другим данным — 2400) тонн, скорость полного хода — 11 узлов. Судно имело 342 каютных места и могло дополнительно принимать до 155 туристов на палубы. Экипаж 94 человека.

## Эксплуатация
В апреле 1932 года «Дельфин» получил высший класс регистра СССР, в 1934 году включён в состав Азовского пароходства, портом приписки стал Ростов-на-Дону. В 1936 году получил новое имя — «Антон Чехов». Выполнял регулярные рейсы между Ростовом-на-Дону и Батуми с заходом в промежуточные порты. В 1936 году судно принимало на борт 24 пассажира в каютах 1-го класса, 76 в каютах 2-го класса, 242 в помещениях 3-го класса, а также 50 палубных пассажиров.

### Великая Отечественная война
11 июня 1941 года передано медицинской службе Черноморского флота. Установлена штатная эвакоёмкость 100 человек, развёрнуты операционная и 2 перевязочных. Было укомплектовано медицинским персоналом: 5 врачей, 12 медсестёр, 17 санитаров. Главный врач — военврач 2 ранга Дуб П. Ф.
Судно выполнило 39 эвакуационных рейсов:
- в 1941 году — 19,
- в 1942 году — 20;

в том числе, из Одессы — 9 (2 038 чел.), из Севастополя — 19 (5 753 чел.), с Керченского полуострова — 11 (5 041 чел.). Общее количество эвакуированных — 12 832 человека, из них 6 516 (50,7 %) лежачие. Максимальное количество за рейс — 698 человек (при штатной эвакоёмкости 100 человек), в среднем — 337 человек. По другим данных, кораблём выполнено 35 рейсов и эвакуировано 11 653 человека.
Судно погибло 14 апреля 1942 года в результате подрыва на мине, следуя из Новороссийска в Камыш-Бурун (район Керчи) с пополнением и боеприпасами. Гибель произошла в районе Тобечикского озера (Крым). Взрывом оторвало полубак и «Антон Чехов» сел на грунт. Погибло более 230 человек, в том числе 30 членов команды, которые до последней минуты боролись за живучесть судна. Впоследствии на незатопленной части судна был развёрнут наблюдательный пост, который постоянно подвергался авиационным налётам и обстрелам артиллерией противника.
В 1961 году кормовая часть судна была поднята и в 1962 году сдана на металлолом. До 1965 года были подняты все оставшиеся под водой металлоконструкции погибшего теплохода. Вместе с тем, по неофициальным данным, останки судна до сих пор лежат на глубине на координатах 45°10,63′ с. ш. 36°24,87′ в. д..